# Открытый чемпионат Алма-Аты по теннису
Открытый чемпионат Алма-Аты — мужской международный теннисный турнир, проходящий в Алма-Ате (Казахстан) в октябре на крытых хардовых кортах комплекса Алматы Арена. Турнир относится к категории ATP 500, с призовым фондом около 1,1 миллионов долларов и турнирной сеткой, рассчитанной на 32 участника в одиночном разряде и 16 пар.

## История
Турнир впервые прошёл в 2020-м году в рамках серии ATP 250 как Открытый чемпионат Нур-Султана c призовой фондом в 337 тысяч долларов. Соревнование появилось в календаре в рамках изменений, связанных с пандемией COVID-19. Через год в рамках турнира было дополнительно проведено женское соревнование, а в 2022-м мужской турнир был повышен в статусе до серии ATP 500. C 2023-го года казахстанский чемпионат вновь разыгрывается как турнир ATP 250, а год спустя он переведён в другой город: в Алма-Ату на одноимённую арену.
Победители и финалисты
Список финалистов год от года достаточно сильно менялся, а первым многократным участником титульных матчей стал Адриан Маннарино, сыгравший в одиночном финале в 2020-м, в парном — в 2022-м и выигравший одиночный турнир в 2023-м. Первым многократным участником парных финалов стал Мате Павич, выигравший турнир-2022 и сыгравший в финале год спустя. Первой теннисисткой из Казахстана в финале турнира стала Юлия Путинцева, сыгравшая в одиночном финале в 2021-м году.

## Финалы турнира

### Одиночный разряд
| Год      | Чемпион          | Финалист         | Счёт        |
| -------- | ---------------- | ---------------- | ----------- |
| Алма-Ата |                  |                  |             |
| 2024     | Карен Хачанов    | Габриэль Диалло  | 6-2 5-7 6-3 |
| Астана   |                  |                  |             |
| 2023     | Адриан Маннарино | Себастьян Корда  | 4-6 6-3 6-2 |
| 2022     | Новак Джокович   | Стефанос Циципас | 6-3 6-4     |
| 2021     | Квон Сун Ву      | Джеймс Дакворт   | 7-6(6) 6-3  |
| 2020     | Джон Миллман     | Адриан Маннарино | 7-5 6-1     |

| Год    | Чемпионка          | Финалистка     | Счёт        |
| ------ | ------------------ | -------------- | ----------- |
| Астана |                    |                |             |
| 2021   | Алисон Ван Эйтванк | Юлия Путинцева | 1-6 6-4 6-3 |

### Парный разряд
| Год  | Победители                             | Финалисты                          | Счёт               |
| ---- | -------------------------------------- | ---------------------------------- | ------------------ |
| 2024 | Арджун Кадхе Ритвик Чоудари Боллипалли | Николас Баррьентос Скандер Мансури | 3-6 7-6(3) [14-12] |
| 2023 | Натаниэль Ламмонс Джексон Уитроу       | Мате Павич Джон Пирс               | 7-6(4) 7-6(7)      |
| 2022 | Никола Мектич Мате Павич               | Адриан Маннарино Фабрис Мартен     | 6-4 6-2            |
| 2021 | Сантьяго Гонсалес Андрес Мольтени      | Андрей Василевский Йонатан Эрлих   | 6-1 6-2            |
| 2020 | Йоран Влиген Сандер Жийе               | Макс Пёрселл Люк Сэвилл            | 7-5 6-3            |

| Год  | Победительницы                     | Финалистки                          | Счёт           |
| ---- | ---------------------------------- | ----------------------------------- | -------------- |
| 2021 | Моника Никулеску Анна-Лена Фридзам | Ангелина Габуева Анастасия Захарова | 6-2 4-6 [10-5] |